# 库特·贝克

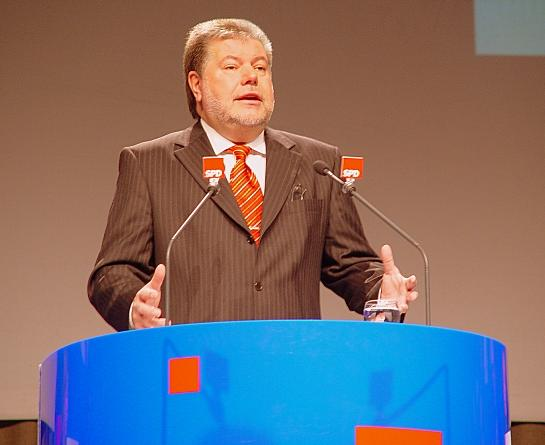
库特·贝克 2006

库特·贝克（德語：Kurt Beck；1949年2月5日—）是一位德国政治家，出生于德国的巴特贝格察伯恩），是德国社会民主党的成员。贝克于1994年到2013年出任德国莱茵兰-普法尔茨州長，并于2006年到2008年出任社民党的党主席。
| 前任： 魯道夫·沙爾平     | 萊茵蘭-普法爾茨州州長 1994年－2013年 | 繼任： 馬陸·德雷爾                           |
| 前任： 马蒂亚斯·普拉策克 | 德国社会民主党主席 2006年－2008年    | 繼任： 弗兰克-瓦尔特·施泰因迈尔 （臨時主席） |